# Castillo de Thun
El castillo de Thun (en alemán: Schloss Thun) es una fortaleza de la ciudad de Thun, en el cantón de Berna, Suiza. Fue construido en el siglo XII, forma parte de la lista de patrimonio protegido suizo y actualmente alberga un museo.

## Historia

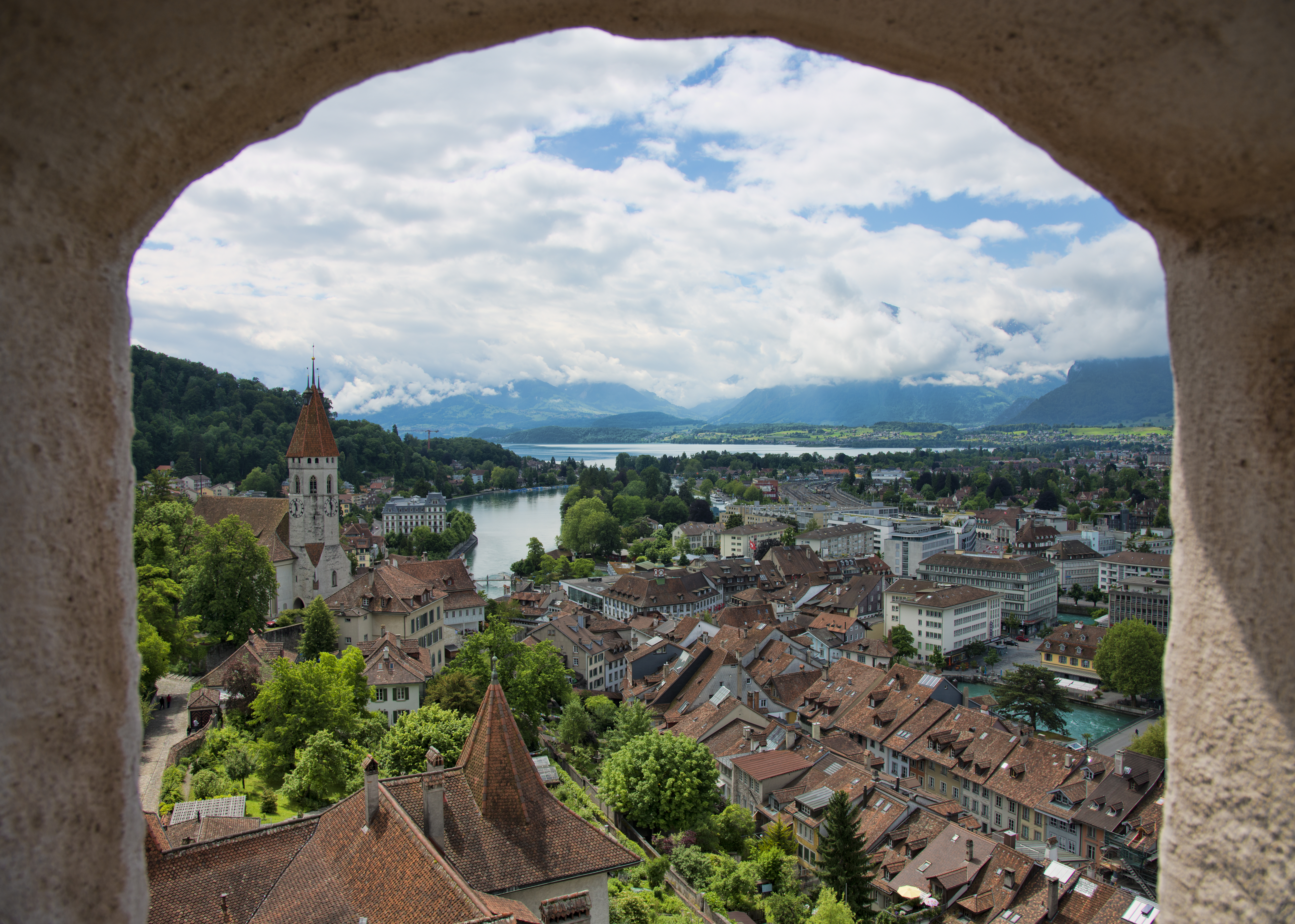
Vistas desde el castillo.

Al comienzo de la Edad Media existía un pequeño fuerte y una iglesia en lo alto de la colina del castillo. La fortaleza actual fue construida entre 1180 y 1190 por el duque Berthold V de Zähringen, quien construyó la estructura original, todavía existente, al mismo nivel del vestíbulo de los Caballeros. El vestíbulo de los Caballeros, de una altura de 14 metros, fue construido como la obra maestra del poder de los Zähringen. Sin embargo, la familia nunca habitó el castillo, teniendo preferencia por el castillo de Burgdorf. En 1218 fue heredado por la Casa de Kyburg, quienes construyeron los niveles superiores sobre el castillo Zähringen. En 1322 se produjo una disputa sobre quién gobernaría las tierras sureñas de los Kyburg, llevando a Eberhard II von Kyburg a asesinar a su hermano Hartman II en el castillo. Para proteger sus tierras recién adquiridas de los Habsburgo, Eberhard II las vendió a Berna y rápidamente las recuperó como feudo. Los Kyburg gobernaron en esta región durante casi dos siglos hasta que una revuelta fallida de Rudolf II a Soleura en 1382 produjo un contraataque bernés. Tras varias victorias decisivas de Berna, los Kyburg fueron obligados a firmar una paz desfavorable hacia ellos: Berna compró en 1384 Thun y Burgdorf, las dos ciudades más importantes de la familia. El castillo pasó a control bernés y se convirtió en la sede administrativa de su poder en la ciudad.
La gran techumbre fue construida en 1430-1436 durante el período bernés. Debido a la ausencia de residentes en el castillo, en 1429 se añadió un ala administrativa y residencial al oeste del fuerte, construido en estilo gótico tardío y conocido como castillo nuevo. El castillo fue sede de la justicia local y desde al menos el siglo XVII hubo una prisión bajo la techumbre de la torre del homenaje. En 1886 se construyó una nueva prisión en los terrenos del castillo. Dos años más tarde, en 1888, se inauguró un museo en el castillo. Durante un tiempo el carcelero era el vendedor de entradas y el guardia del museo.
En 2006 el castillo fue comprado por la ciudad de Thun y hasta finales de 2009 el tribunal de justicia del oberland de Berna tuvo su sede en el mismo.

## Museo
El museo del castillo está distribuido en las cinco plantas de la torre e incluye una exhibición de la historia y cultura de la región durante más de cuatro milenios. Está abierto a diario entre febrero y octubre, y únicamente los domingos el resto del año. El gran salón se usa para conciertos y obras y puede ser alquilado para eventos privados.